# Igreja Católica no Burundi
A Igreja Católica no Burundi é parte da Igreja Católica universal, em comunhão com a liderança espiritual do Papa, em Roma, e da Santa Sé. Após o fim das agitações político-sociais da década de 2010, as relações entre Estado e Igreja melhoraram. A minoria muçulmana do país e a maioria católica convivem pacificamente. Mesmo assim, os cristãos em geral precisam garantir que não haverá críticas ao governo.

## História

### Período colonial
O catolicismo foi introduzido na era colonial pelos alemães, no ano 1879 como um aliado político, assumindo assim o controle de áreas de educação e saúde, mas abandonaram a missão quando três membros foram mortos dois anos depois. Uma missão permanente foi restabelecida em Muyaga em 1898. A partir de 1916, Burundi passa a ser uma colônia belga, a metrópole deu o controle de todo o setor da educação e da saúde à Igreja Católica. A Igreja lutou contra a difusão da religião tradicional (pagã), e fez o possível para minar e remover a teocracia burundinesa e ruandesa. Unido a Ruanda sob o Vicariato Apostólico de Kivu, criado em 1912, o Burundi ganhou seu próprio vicariato em 1922. Depois que Bukoba ganhou destaque no país em 1929, o Vicariato Apostólico do Burundi se dividiu nos vicariatos de Gitega e Ngozi, em 1949. Os primeiros padres etnicamente burundineses foram ordenados em 1925.
À altura do ano 1930, mais de 70% dos burundineses já haviam se convertido à Igreja Católica. Há registros de 1.000 batismos celebrados por semana em 1935, tornando o Burundi uma das missões católicas mais prósperas do mundo. Assim, o país tornou-se uma frente de resistência ao islã, ao lado de Ruanda, onde o catolicismo também floresceu. As conversões se deviam a um catequização bem organizada de quatro anos, em uma população bem disposta a adotar a fé católica e a um apostolado leigo ativo que trabalhou em estreita colaboração com a hierarquia. A chegada dos padres da Sociedade dos Missionários da África, conhecidos como padres brancos, em 1931, veio para realizar evangelização em massa de pessoas, enfraquecendo as crenças tribais. Os padres brancos também introduziram o alfabeto latino e a ortografia do kirundi e do kinyarwanda, até então inexistentes. Duas congregações burundinesas de irmãs e uma congregação de irmãos também se desenvolveram, e sacerdotes seculares belgas, espanhóis, franceses e italianos ajudaram as ordens religiosas de homens e mulheres no trabalho missionário. Bujumbura ganhou um bispo etnicamente burundinês em 1959 e Ngozi em 1961. A maioria dos missionários eram franceses, e, por isso, o francês seguiu sendo a língua oficial, contanto, sacerdotes de origem flamenga, e passaram a focar sua evangelização na etnia dos hutus, já que os tutsis haviam abraçado mais facilmente a fé católica.

### Independência e guerra civil
Após a independência do Burundi, em 1.º de julho de 1962, uma guerra étnica eclodiu entre a minoria de elite tutsi, apoiada pelo exército do governo, e os rebeldes hutus. Em meio à crise, o governo confiscou várias escolas católicas no início dos anos 70 e, em 1979, missionários estrangeiros foram expulsos do país. No final da década de 1980, o governo criou ainda mais restrições à Igreja, nacionalizando o seminário maior de Ngozi e os seis seminários menores do país em 1986. Uma nova constituição promulgada em março de 1992 restabeleceu o sistema político multipartidário. O primeiro presidente hutu eleito democraticamente no Burundi, Melchior Ndadaye, embora agisse para tentar suavizar a amarga divisão étnica do país, suas reformas foram hostilizadas pelos militares no exército dominado por tutsis, e acabou por ser assassinado em meio a um fracassado golpe militar em outubro de 1993.. Três anos depois, foi assassinado o arcebispo de Gitega, Joachim Ruhuna, um étnico tutsi, e a violência patrocinada pelos hutus contra outros católicos se estendeu, incluindo o massacre de 46 pessoas no seminário em Bururi. A Organização para a Unidade Africana impôs sanções ao Burundi que foram contestadas pelo Papa São João Paulo II e pelos bispos da nação. Após uma declaração conjunta dos bispos do Burundi e de Ruanda, esse embargo foi suspenso em 1999.

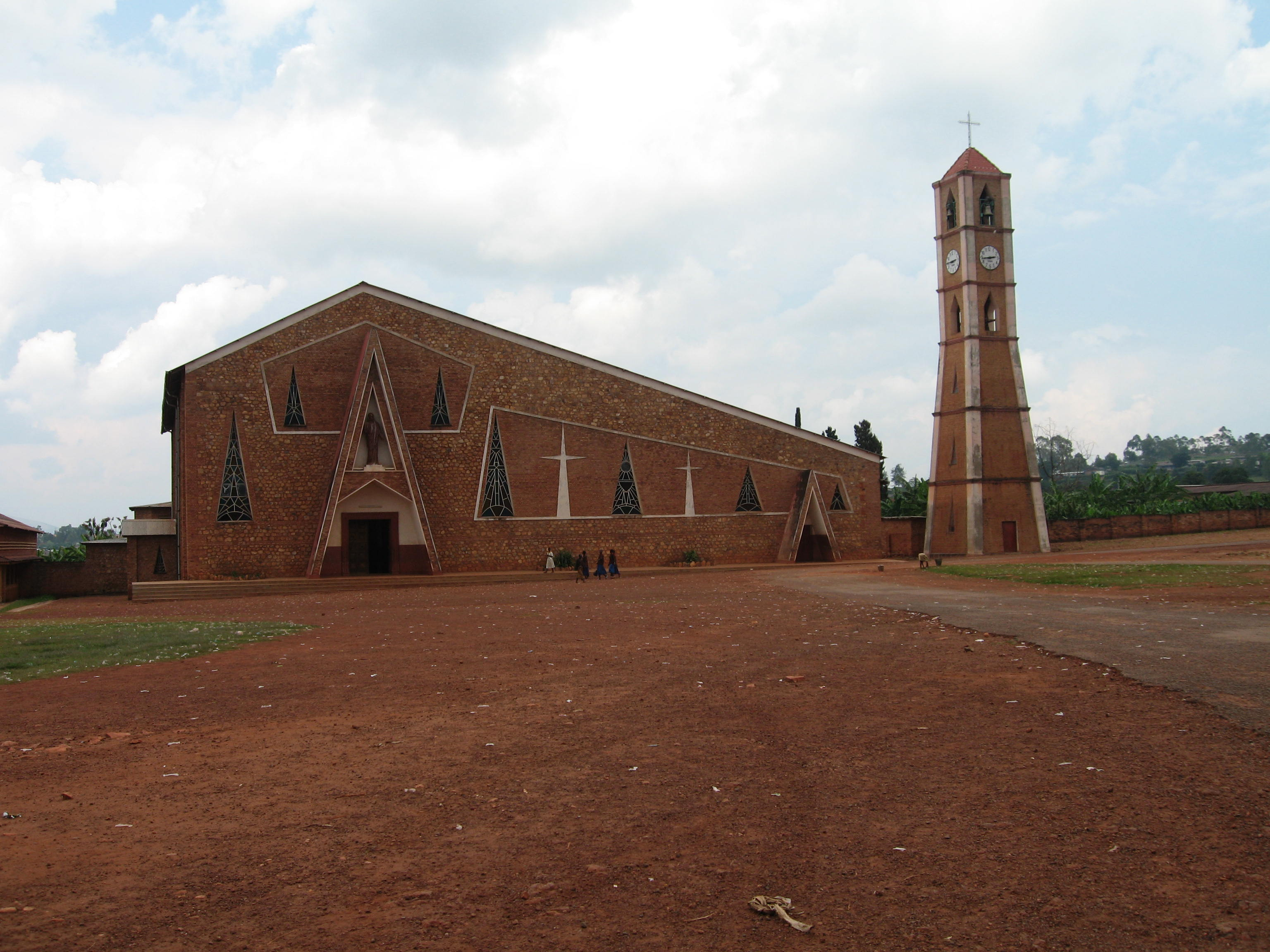
Catedral do Cristo Rei, sede da Arquidiocese de Gitega.

A Guerra Civil Burundinesa, que durou de 1993 a 2006, deixou mais de 300.000 mortos. "A Igreja já faz muito pela paz e reconciliação em Burundi e pretende continuar com mais decisão ainda nesta estrada", dizem fontes locais de Bujumbura. Durante o conflito, muitos religiosos foram atacados e/ou perderam a vida. Após a assinatura do acordo de paz, não houve relatos de incidentes contra a liberdade religiosa ou de agressão contra religiosos. Mas, em 7 de setembro de 2014, o país se viu chocado com a ocorrência do assassinato brutal de três irmãs missionárias italianas da ordem xaveriana de Maria: Lucia Pulici (75 anos), Olga Raschietti (82 anos) e Bernadetta Boggian. Em dois ataques separados, as irmãs foram violentadas, espancadas e esfaqueadas até à morte, na capital Bujumbura. A polícia disse que Christian Butoyi Claude, de 33 anos, confessou o crime, dizendo que o convento havia sido construído num terreno da sua família. Num encontro entre os bispos do Burundi e o presidente Pierre Nkurunziza, foi declarado que "em todas as dioceses burundinesas haveria um sínodo sobre a paz e a reconciliação na Igreja e em todo o Burundi". A Igreja, além do trabalho pastoral, também desenvolve um papel social importante no país. Há o "apoio que a Igreja oferece e pode ainda oferecer para o sistema educativo do País" relatam as fontes. "O Presidente Nkurunziza, de fato, tinha feito um apelo aos Chefes religiosos para que ponham a disposição instalações de suas comunidades para as aulas. O Burundi tem uma grave carência de escolas. A Igreja católica deu uma enorme contribuição ao construir escolas em diversas partes do País. Certamente o apelo do Presidente não será ignorado mesmo que não haja alguns problemas práticos para fazer com que as atividades escolares sejam compatíveis com as atividades pastorais".

## Atualmente
Em 2000, o Burundi tinha 130 paróquias atendidas por 242 padres diocesanos e 70 padres religiosos. Outros religiosos incluíam 140 irmãos e mais de 900 irmãs que trabalhavam como professores e administradores nas 311 escolas primárias e 25 secundárias do Burundi. Com o retorno das escolas que haviam sido tomadas pelo governo na década de 1970, quase todos os estudantes do país frequentavam escolas católicas, e alguns deles também passaram a frequentar a universidade estadual de Bujumbura, cuja diretoria da que era composta por membros do governo e clérigos. A maioria dos católicos residia nas regiões sul e central do Burundi. Uma cúpula realizada em 2001 para discutir uma transição planejada para o regime democrático foi seguida por um ataque liderado pelos hutus à cidade de Bujumbura. Durante toda a década de 2000 a Igreja concentrou parte de seus esforços na promoção da paz, da união nacional e da reconciliação. Por exemplo, em um protesto convocado aos fiéis, houve a participação de 10 mil pessoas em Muyinga, no dia 19 de junho.

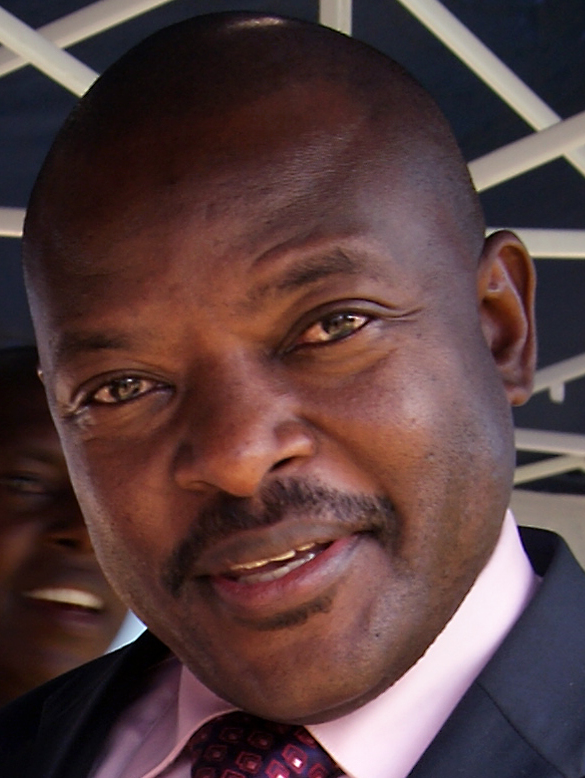
Pierre Nkurunziza, ex-presidente burundinês, cuja tentativa à recandidatura causou uma grande crise político-social.

Em 2015, o país mergulhou na sua pior crise desde o final da guerra civil, quando o presidente Nkurunziza se candidatou à reeleição procurando um terceiro mandato, o que é proibido pela constituição e pelo acordo de paz feito após a guerra civil. Após uma tentativa de golpe de Estado, em maio de 2015, o governo bloqueou as redes sociais e todas as principais rádios privadas foram proibidas de emitir, incluindo a Rádio Maria, propriedade da Igreja Católica. O Governo acusou as estações de rádio de terem incentivado a insurreição. Desde o início desta última crise, a Igreja Católica não apoiou a candidatura do presidente Nkurunziza, pedindo um diálogo político inclusivo. Em 27 de maio de 2015, uma semana antes das eleições legislativas, a Conferência dos Bispos anunciou que a Igreja iria retirar todo o clero que estava trabalhando com a comissão eleitoral. A justificativa desta decisão foi de que “uma vez que a Igreja tem uma missão de reconciliação, não podemos participar num processo em que há ausência de consenso”. Pouco depois, a paróquia católica de Muramba, na província de Muyinga, foi forçada a fechar as suas portas após militantes do partido do governo terem ofendido os sacerdotes, chamando-lhes "cães". Em 2015, três sacerdotes católicos tiveram de abandonar o território burundinês após receberem ameaças de morte. Membros do governo criticaram muito a oposição católica à recandidatura de Nkurunziza. Contudo, depois de junho de 2016, não se registraram mais ataques verbais contra a Igreja.
Ainda assim, o relatório de liberdade religiosa da Organização Portas Abertas de 2019, o Burundi teve piora da liberdade religiosa devido à "paranoia ditatorial", passando da 68.ª posição para a 63.ª no relatório de 2020. Mais de 100 igrejas de diferentes denominações cristãs foram forçadas a fechar sob o pretexto de não cumprir os requisitos. Nas eleições presidenciais de 2020, a Igreja Católica conseguiu a participação de 2.716 observadores no dia da votação, porém denunciou irregularidades e inconsistências no processo eleitoral. As denúncias incluem "a coação exercida sobre certos procuradores para assinarem antecipadamente a contagem do conteúdo das urnas, o conteúdo de algumas urnas, o voto no lugar de falecidos e refugiados, procuradores múltiplos e, portanto, inválidos, o facto de haver em algumas mesas de voto eleitores que votaram mais do que uma vez, a exclusão de procuradores e observadores dos locais de contagem dos votos, a intimidação e coação de alguns eleitores por funcionários administrativos que os acompanharam até às cabinas de voto, a intrusão de pessoas não autorizadas nos locais de contagem".

## Organização territorial
O país é dividido em duas arquidioceses e seis dioceses:
| Circunscrições eclesiásticas católicas do Burundi | Circunscrições eclesiásticas católicas do Burundi | Circunscrições eclesiásticas católicas do Burundi | Circunscrições eclesiásticas católicas do Burundi |
| Circunscrição                                     | Ano de ereção                                     | Catedral                                          | Ref.                                              |
| ------------------------------------------------- | ------------------------------------------------- | ------------------------------------------------- | ------------------------------------------------- |
| Arquidiocese de Bujumbura                         | 1959                                              | Catedral da Regina Mundi                          | [ 19 ]                                            |
| Diocese de Bubanza                                | 1980                                              | Catedral do Cristo Rei                            | [ 20 ]                                            |
| Diocese de Bururi                                 | 1961                                              | Catedral do Cristo Rei                            | [ 21 ]                                            |
| Arquidiocese de Gitega                            | 1922                                              | Catedral do Cristo Rei                            | [ 22 ]                                            |
| Diocese de Muyinga                                | 1968                                              | Catedral de Nossa Senhora de Fátima               | [ 23 ]                                            |
| Diocese de Ngozi                                  | 1949                                              | Catedral de Nossa Senhora de Fátima               | [ 24 ]                                            |
| Diocese de Rutana                                 | 2009                                              | Catedral de São José                              | [ 25 ]                                            |
| Diocese de Ruyigi                                 | 1973                                              | Catedral dos Mártires de Uganda                   | [ 26 ]                                            |

## Conferência Episcopal
O episcopado do país constitui a Conferência dos Bispos Católicos do Burundi, criada em 1980.

## Nunciatura Apostólica
A Nunciatura Apostólica do Burundi foi instituída em 1963.

## Visitas papais
O Burundi recebeu uma visita do Papa São João Paulo II entre 5 e 7 de setembro de 1990, em um roteiro que também incluiu Costa do Marfim, Ruanda e Tanzânia.
| “ | Vocês claramente colocaram seus compromissos cristãos no contexto das transformações que o povo do Burundi está realizando para consolidar sua unidade. E vocês falam sobre a necessidade de um exame de consciência. A verdade é que esses problemas lhes foram causados por um passado de conflitos e sofrimento. Vocês não os evitaram. Parece-me que há duas necessidades primárias para vocês. A primeira necessidade é que esta nação deve seguir firmemente o caminho do perdão e da reconciliação. Vocês se lembram da resposta de Jesus a Pedro, que lhe perguntou quantas vezes é preciso perdoar: "Não te digo até sete, mas até setenta vezes sete" — em outras palavras, sem limites - (Mt 18,22). Não se trata de apagar todas as memórias, mas, a fim de construir a unidade, fazer o amor fraterno prevalecer sobre os elementos antigos de contraste ou rivalidade. A segunda necessidade, para os cristãos, é a de salvaguardar o respeito pela igual dignidade de todo ser humano. | ” |
|   | — Homilia do Papa São João Paulo II na Missa do Encontro com a Cultura do Burundi, celebrada em Bujumbura, no dia 5 de setembro de 1990. |   |